# Maialen Chourraut Iurramendi
Maialen Chourraut Iurramendi (Lasarte-Oria, 8 de març de 1983) és una esportista basca que competeix en piragüisme en la modalitat d'eslàlom.
La seva especialitat és el caiac monoplaça (K1), prova en què ha estat nombroses vegades campiona d'Espanya i en què es va proclamar subcampiona del món en el mundial disputat el setembre del 2009 a la Seu d'Urgell, i campiona en la copa del món que es va fer el juny del 2010 també a la Seu. El 2011 va guanyar una medalla de bronze al mundial de Bratislava.
Va participar en els Jocs Olímpics de Pequín del 2008 en la disciplina de K1 femení, en què va ser eliminada en les mànegues preliminars i finalment va quedar en setzena posició. En els Jocs Olímpics de Londres del 2012 va aconseguir una medalla de bronze en eslàlom K1. L'organització dels Jocs va obligar a retirar una ikurriña que exhibien seguidors seus durant les proves.
Després de la seva medalla de bronze a Londres el 2012 va aconseguir dues altres medalles als Jocs Olímpics d'estiu: una medalla d'or a Río de Janeiro el 2016 i una medalla d'argent als Jocs Olímpics d'Estiu de 2020 celebrats a Tòquio el 2021, el 27 de juliol de 2021.